# 미수말파어족
미수말파어족(영어: Misumalpan languages)은 니카라과 동해안과 인근 지역의 원주민 언어들이 이루는 작은 어족이다. ‘미수말파’는 존 올든 메이슨이 지은 이름이며, 미수말파어족의 세 갈래인 미스키토어, 수모어군, 마타갈파어군의 이름에서 따온 음절로 되어 있다. 1920년에 민속학자 발터 레만이 처음 발견하였다. 마타갈파어군에 속하는 언어들은 모두 사멸했지만 미스키토어와 수모어군은 살아 있다. 미스키토어는 화자 수가 약 20만 명에 달하며 모스키토 해안의 다른 원주민 언어 화자들도 제2언어로 사용한다. 케네스 헤일에 따르면 수모어군 언어 화자들은 대부분 미스키토어도 구사한다.
Kaufman (1990)은 미수말파어족이 확대 치브차어족에 속한다는 가설이 “설득력 있다”고 하지만, 미수말파어족 전문가인 케네스 헤일은 치브차어족과 미수말파어족 사이의 관계가 “증명하기에는 너무 멀다”고 여긴다.. 한편 최근의 연구(Jolkesky 2017:45-54)는 미수말파어족과 호크어족을 연결지을 증거를 찾았다고 주장한다.

## 분류
- 미스키토어 – 화자 약 200,000명, 주로 니카라과 북카리브 자치구에 분포하지만 온두라스에도 조금 분포.
- 수말파어파:
  - 수모어군 – 화자 약 8,000명, 와스푹강과 그 지류를 따라 주로 니카라과에 분포하지만 온두라스에도 조금 분포. 상당수가 미스키토어로 언어 전환을 겪음.
    - 마양나어 - 수모어군의 주된 변이형
    - 울와어

  - 마타갈파어군
    - 카카오페라어 † – 과거에 엘살바도르 모라산주에서 쓰임
    - 마타갈파어 † – 과거에 니카라과 중앙 고지대와 온두라스 엘파라이소주에서 쓰임

미스키토족이 모스키토 해안을 식민화한 영국 제국과 연합한 결과로 미스키토어는 17세기 후반부터 모스키토 해안의 주된 언어가 되었다. 니카라과 동북부에서 미스키토어는 지금도 수모어군을 몰아내고 있다. 미스키토어의 사회언어학적 지위는 니카라과 동남부의 영어 기반 크리올보다 낮으며, 이 지역에서 미스키토어는 밀려나는 것으로 보인다. 수모어군은 쓰이는 지역 대부분에서 소멸 위기이다. 미스키토어가 부상하기 전까지는 해당 지역의 주된 언어였다는 증거도 있지만 말이다. 마타갈파어군은 오래전에 사멸했으며 기록이 많이 남아 있지 않다.
미수말파 언어의 음소 목록은 모두 같지만 음소배열론은 차이가 난다. 자음은 p, b, t, d, k, s, h, w, y, 그리고 m, n, ŋ, l, r과 그에 대응하는 무성 자음이다. 모음은 a, i, u의 장모음과 단모음이다.

## 참고 문헌
- Benedicto, Elena (2002), "Verbal Classifier Systems: The Exceptional Case of Mayangna Auxiliaries." In "Proceedings of WSCLA 7th". UBC Working Papers in Linguistics 10, pp. 1–14. Vancouver, British Columbia.
- Benedicto, Elena & Kenneth Hale, (2000) "Mayangna, A Sumu Language: Its Variants and Its Status within Misumalpa", in E. Benedicto, ed., The UMOP Volume on Indigenous Languages, UMOP 20, pp. 75–106. Amherst, MA: University of Massachusetts.
- Colette Craig & Kenneth Hale, "A Possible Macro-Chibchan Etymon", Anthropological Linguistics Vol. 34, 1992.
- Constenla Umaña, Adolfo (1987) "Elementos de Fonología Comparada de las Lenguas Misumalpas," Revista de Filología y Lingüística de la Universidad de Costa Rica 13 (1), 129-161.
- Constenla Umaña A. (1998). "Acerca de la relación genealógica de las lenguas lencas y las lenguas misumalpas," Communication presented at the First Archeological Congress of Nicaragua (Managua, 20–21 July), to appear in 2002 in Revista de Filología y Lingüística de la Universidad de Costa Rica 28 (1).
- Hale, Ken. "El causativo misumalpa (miskitu, sumu)", In Anuario del Seminario de Filología Vasca "Julio de Urquijo" 1996, 30:1-2.
- Hale, Ken (1991) "Misumalpan Verb Sequencing Constructions," in C. Lefebvre, ed., Serial Verbs: Grammatical, Comparative, and Cognitive Approaches, John Benjamins, Amsterdam.
- Hale, Ken and Danilo Salamanca (2001) "Theoretical and Universal Implications of Certain Verbal Entries in Dictionaries of the Misumalpan Languages", in Frawley, Hill & Munro eds. Making Dictionaries: Preserving indigenous Languages of the Americas. University of California Press.
- Jolkesky, Marcelo (2017) "On the South American Origins of Some Mesoamerican Civilizations". Leiden: Leiden University. Postdoctoral final report for the “MESANDLIN(G)K” project. Available here.
- Koontz-Garboden, Andrew. (2009) "Ulwa verb class morphology", In press in International Journal of American Linguistics 75.4. Preprint here: http://ling.auf.net/lingBuzz/000639
- Ruth Rouvier, "Infixation and reduplication in Misumalpan: A reconstruction" (B.A., Berkeley, 2002)
- Phil Young and T. Givón. "The puzzle of Ngäbére auxiliaries: Grammatical reconstruction in Chibchan and Misumalpan", in William Croft, Suzanne Kemmer and Keith Denning, eds., Studies in Typology and Diachrony: Papers presented to Joseph H. Greenberg on his 75th birthday, Typological Studies in Language 20, John Benjamins 1990.